# Sowa Town
Sowa eller Sowa Town är en stad (town) som utgör ett eget underdistrikt i distriktet Central i Botswana. Suwa fick sin status som town 1991. 
Sowa betyder salt på khoisan. Staden är belägen vid en saltöken, där man utvinner natriumkarbonat.